# CD Cudillero
CD Cudillero is een Spaanse voetbalclub uit Cudillero die uitkomt in de Tercera División. De club werd in 1950 opgericht en speelt haar thuiswedstrijden in het Estadio Los Tarronales.
Real Avilés ·
Avilés Stadium CF ·
Caudal Deportivo ·
UC Ceares ·
CD Colunga ·
Condal CF ·
UD Gijón Industrial ·
SD Lenense ·
L'Entregu CF ·
UD Llanera ·
CD Llanes ·
CD Mosconia ·
SD Navarro CF ·
CD Praviano ·
EI San Martín ·
Club Siero ·
Real Titánico ·
CD Tuilla ·
Urraca CF ·
Valdesoto CF ·
CD Vallobín ·